# Reprezentacja Czadu w piłce nożnej mężczyzn
Reprezentacja Czadu w piłce nożnej – kadra Czadu w piłce nożnej mężczyzn. 
Powstała w 1962 i jest kontrolowana przez Czadyjską Federację Piłki Nożnej (Fédération Tchadienne de Football). Członkiem CAF i FIFA została w 1988. Jest jedną z najsłabszych drużyn kontynentu afrykańskiego. Nigdy nie awansowała do finałów Mistrzostw Świata ani Pucharu Narodów Afryki. Trenerem reprezentacji jest Moudou Kouta. Przydomek reprezentacji Czadu to "Sao".

## Udział wMistrzostwach Świata
- 1930 – 1958 – Nie brała udziału (była kolonią francuską)
- 1962 – 1998 – Nie brała udziału
- 2002 – 2022 – Nie zakwalifikowała się

## Udział wPucharze Narodów Afryki
- 1957 – 1959 – Nie brała udziału (była kolonią francuską)
- 1962 – 1990 – Nie brała udziału
- 1992 – Nie zakwalifikowała się
- 1994 – Wycofała się z eliminacji
- 1996 – 1998 – Nie brała udziału
- 2000 – Nie zakwalifikowała się
- 2002 – Nie brała udziału
- 2004 – 2015 – Nie zakwalifikowała się
- 2017 – Wycofała się w trakcie kwalifikacji
- 2019 – Dyskwalifikacja[1]
- 2022 – Dyskwalifikacja[2]
- 2023 – Nie zakwalifikowała się